# Districtul Plön
Districtul Plön este un district rural (Kreis) în landul Schleswig-Holstein, Germania.